# Niżatyce
Niżatyce est un village du sud-est de la Pologne dans la voïvodie des Basses-Carpates. Il fait partie de la gmina de Kańczuga (commune urbaine-rurale) et du powiat de Przeworsk. La population du village s'élevait à 549 habitants en 2011.

## Géographie
Niżatyce se situe à environ à 1,6 km de Kańczuga, 8,7 km de Przeworsk la capitale du powiat et 30,8 km de Rzeszów la capitale régionale.